# 徳島県道13号徳島停車場線
徳島県道13号徳島停車場線（とくしまけんどう13ごう とくしまていしゃじょうせん）は、徳島県徳島市を通る県道（主要地方道）である。

## 概要
四国旅客鉄道（JR四国）高徳線・牟岐線の徳島駅前を起点とし、国道192号の交差点に至る。
徳島駅前の本県道から国道438号へかけてワシントンヤシの並木が続いており、その景観は読売新聞社選定の「新・日本街路樹100景」（1994年）のひとつに選定されている。

### 路線データ
- 起点：徳島停車場（徳島県徳島市寺島本町）
- 終点：徳島県徳島市元町（元町交差点、国道192号・国道438号交点）
- 総距離：91m（平成29年徳島県道路現況調書）
- 車線数：本線部分7車線（元町交差点方向3車線・徳島駅方向4車線）

## 歴史
- 1920年（大正9年）4月10日 - 徳島県道徳島停車場線として認定[要出典]
- 1954年（昭和29年）11月12日 - 主要地方道徳島停車場線として認定[要出典]。
- 1972年（昭和47年）3月10日 - 徳島県道13号徳島停車場線として再認定[要出典]
- 1993年（平成5年）5月11日 - 建設省から、県道徳島停車場線が徳島停車場線として主要地方道に再指定される[2]。

## 地理

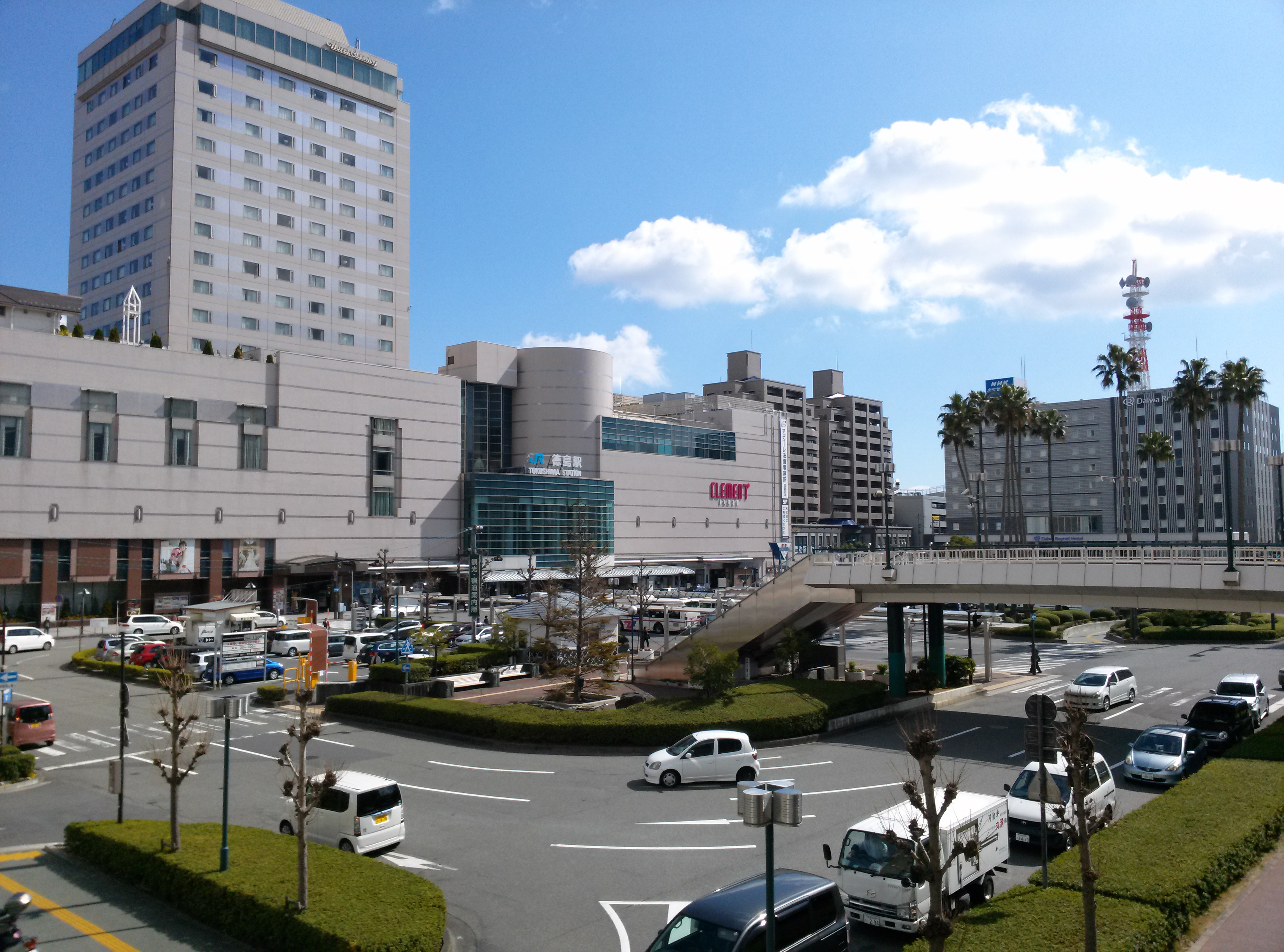
徳島駅前（起点）

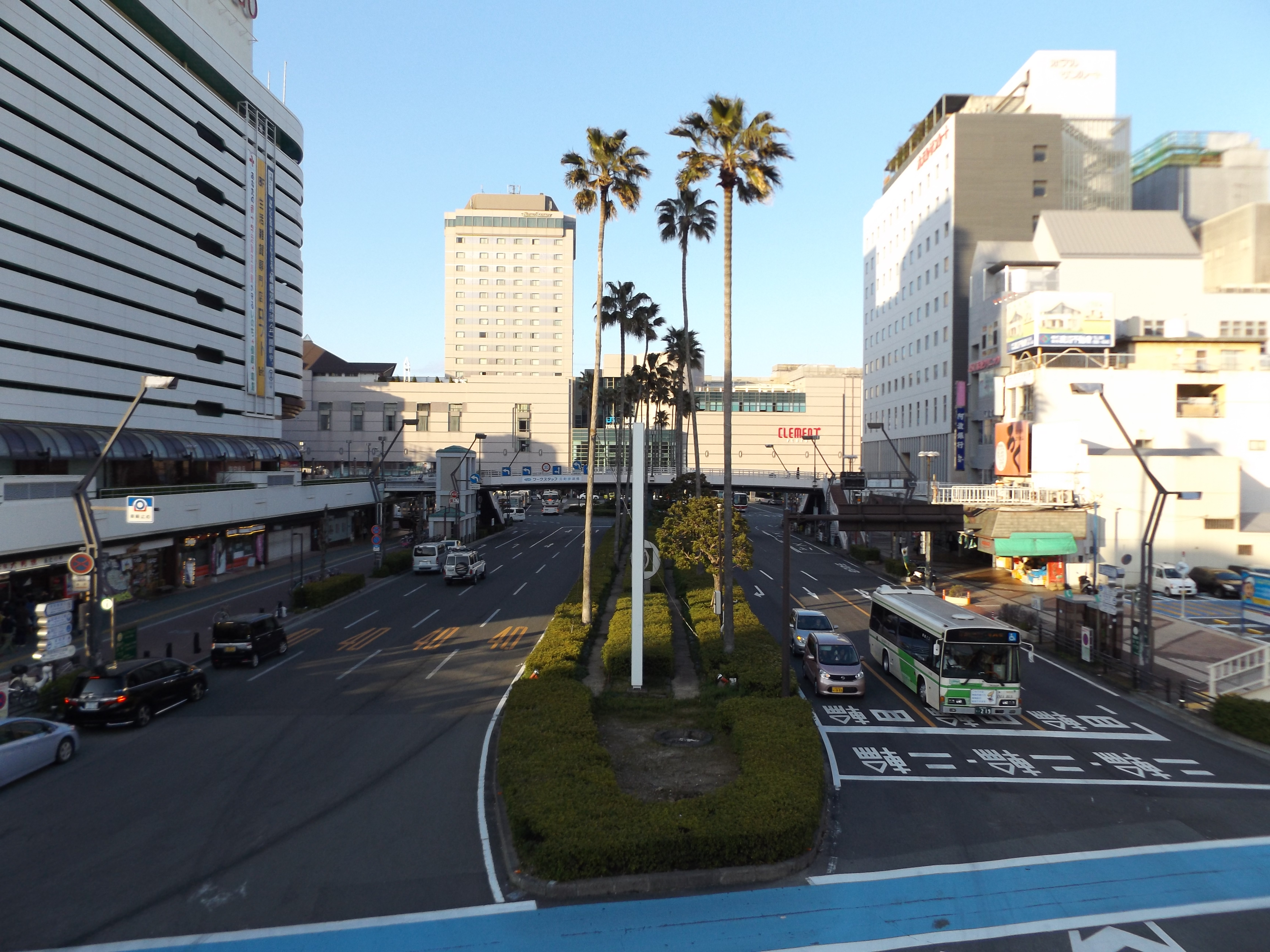
元町交差点（終点）にある歩道橋から見た県道13号（奥に徳島駅が見える）

### 通過する自治体
- 徳島市

### 交差する道路
- 徳島市元町・元町交差点、終点
  - 国道192号（東西方向に国道318号、東方向に国道438号・国道439号重複）
  - 国道438号（南方向、国道439号重複）